# Tetramesa novalis
Tetramesa novalis är en stekelart som beskrevs av Zerova 1978. Tetramesa novalis ingår i släktet Tetramesa och familjen kragglanssteklar.
Artens utbredningsområde är:
- Tyskland.
- Ukraina.

Inga underarter finns listade i Catalogue of Life.